# Roseburia lenta
Roseburia lenta es una especie de bacteria del género Roseburia. Fue descrita en el año 2022. Su etimología hace referencia a crecimiento lento. Posiblemente sea grampositiva como otras bacterias de la misma familia. Es anaerobia estricta y móvil por flagelación perítrica, en forma de bacilo curvado. Tiene un tamaño de 0,4-0,6 μm de ancho por 2,1-22,9 μm de largo. Crece de forma individual o en parejas. Forma colonias azuladas, secas y ligeramente elevadas tras 4 días de incubación. Temperatura óptima de crecimiento de 37 °C. Tiene un contenido de G+C de 44,9%. Se ha aislado de heces humanas. 